# Мешадиисмаиллы
Мешадиисмаиллы (азерб. Məşədiismayıllı) — село в административно-территориальном округе села Шафибайли Зангеланского района Азербайджана.

## История
В годы Российской империи село входило в состав Карягинского уезда Елизаветпольской губернии.В ходе Первой карабахской войны, в 1993 году село было занято армянскими вооружёнными силами, и до 2020 года находилось под контролем непризнанной НКР.
4 ноября 2020 года, в ходе Второй карабахской войны, президент Азербайджана объявил об освобождении села Мешадиисмаиллы вооружёнными силами Азербайджана.